# فرنسيسكو رودريغيز (ملاكم)
فرنسيسكو رودريغيز (بالإنجليزية: Francisco Rodriguez)‏ (15 يونيو 1984 بغوادالاخارا في المكسيك - 22 نوفمبر 2009) هو ملاكم مكسيكي، صنّف ضمن فئة وزن البانتام السوبر ‏.

## إحصائيات
خاض خلال مسيرته 17 نزالا، فاز في 14 ولم يتعادل وخسر في 3. فاز بالضربة القاضية في 8 نزالات.

## روابط خارجية
- فرنسيسكو رودريغيز على موقع بوكس ريك (الإنجليزية) (registration required)